# Kluwut (Bulakamba)
Kluwut is een bestuurslaag in het regentschap Brebes van de provincie Midden-Java, Indonesië. Kluwut telt 18.635 inwoners (volkstelling 2010).